# تاكويا كيدا
تاكويا كيدا (باليابانية: 喜田 拓也) (23 أغسطس 1994 في كاناغاوا في اليابان – )؛ هو لاعب كرة قدم ياباني سابق كان يلعب كلاعب وسط.

## وصلات خارجية
- تاكويا كيدا على موقع الاتحاد الدولي (مؤرشف)  (الإنجليزية)
- تاكويا كيدا على موقع رابطة كرة القدم اليابانية للمحترفين (اليابانية)
- تاكويا كيدا على موقع إي إس بي إن إف سي (الإنجليزية)
- تاكويا كيدا على موقع قاعدة بيانات كرة القدم.إي يو (الإنجليزية)
- تاكويا كيدا على موقع Soccerbase.com (لاعب) (الإنجليزية)
- تاكويا كيدا على موقع Soccerway.com (الإنجليزية)
- تاكويا كيدا على موقع عالم كرة القدم.نت (الإنجليزية)
- تاكويا كيدا على موقع كووورة